# Gregorius Aminoff (1788–1847)
Gregorius Aminoff, född den 22 februari 1788 i Rantasalmi socken, Savolax, död den 14 oktober 1847 i Marstrand, var en svensk militär. Han tillhörde ätten Aminoff.

## Biografi
Aminoff inträdde 1804 i militären, blev två år senare fänrik vid Savolax lätta infanteriregemente, för att sedan överflytta till Sverige och Västmanlands regemente som löjtnant och sedan kapten. Han blev 1820 major i armén och fick 1834 samma rang i Västmanlands regemente. År 1835 upphöjdes han till överstelöjtnant i armén samt fick samma år befattningen som kommendant på Karlstens fästning. Aminoff befordrades till överste i armén 1837. Han blev riddare av Svärdsorden 1814.
Aminoff deltog bland annat i 1808–09 års krig, bland annat vid Oravais, samt i 1813–14 års krig, där han var med om striderna vid Grossbeeren och Dennewitz, och befordrades slutligen till överste. Hans skrift Relation om f. d. Sawolaks brigadens deltagande i 1808 & 9 årens fälttåg (1839) anses vara en av de bästa källskrifterna om finska kriget. 
Gregorius Aminoff var son till generalmajoren för Savolaxbrigaden Adolph Aminoff och Ulrica Nohrström från Ekenäs. Hans farmor Brita Wagenia från Arnäs var Bureättling. Aminoff var gift med Fredrika Lagerborg. Dottern Emilia gifte sig med Evald Uggla (1824–1892) och blev mor till Evald Uggla (1861–1931).